# Fördergurt

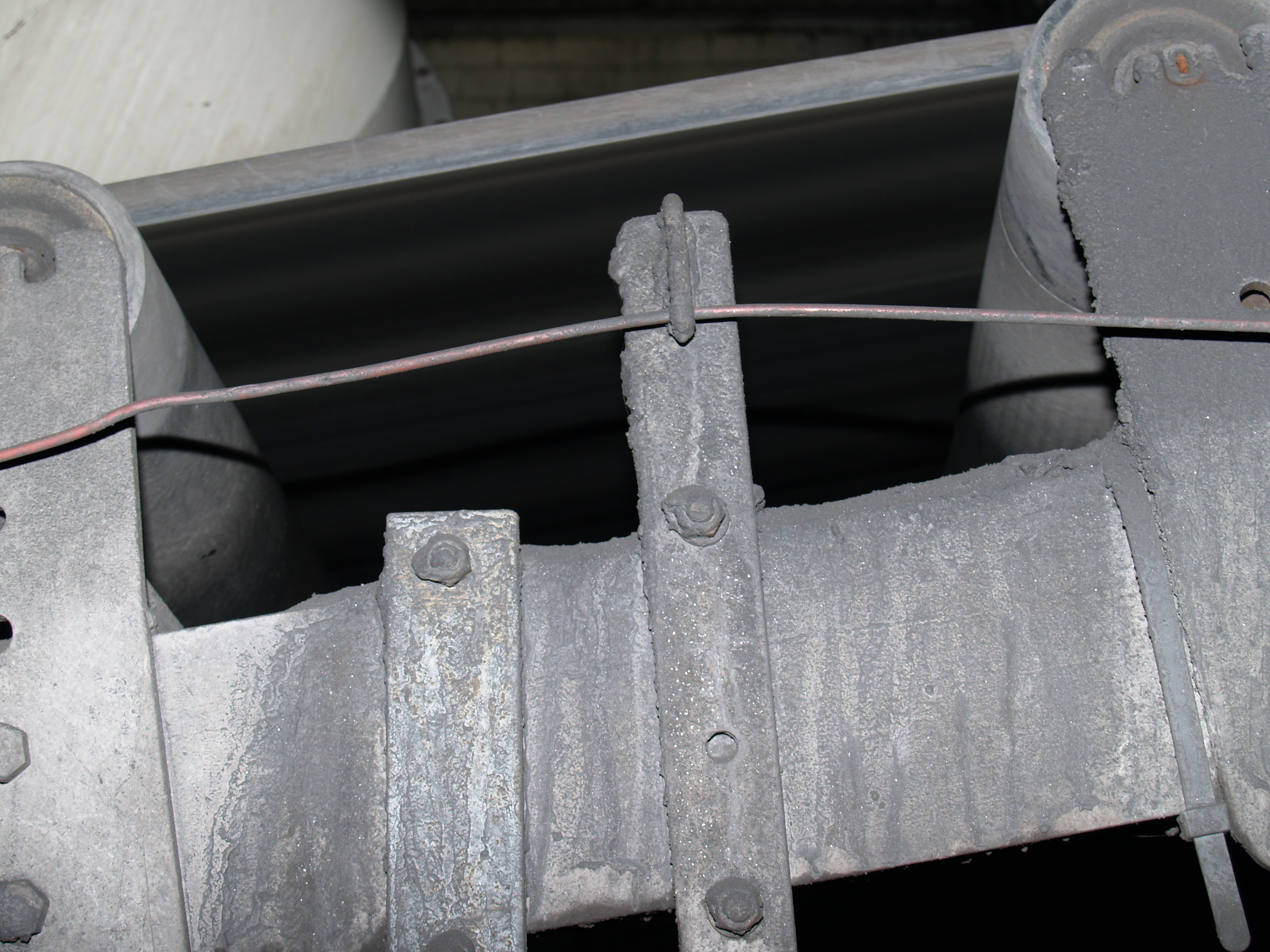
Kante eines Gummi-Fördergurtes auf zwei Tragrollen aufliegend, am Förderberg der Zeche Prosper-Haniel

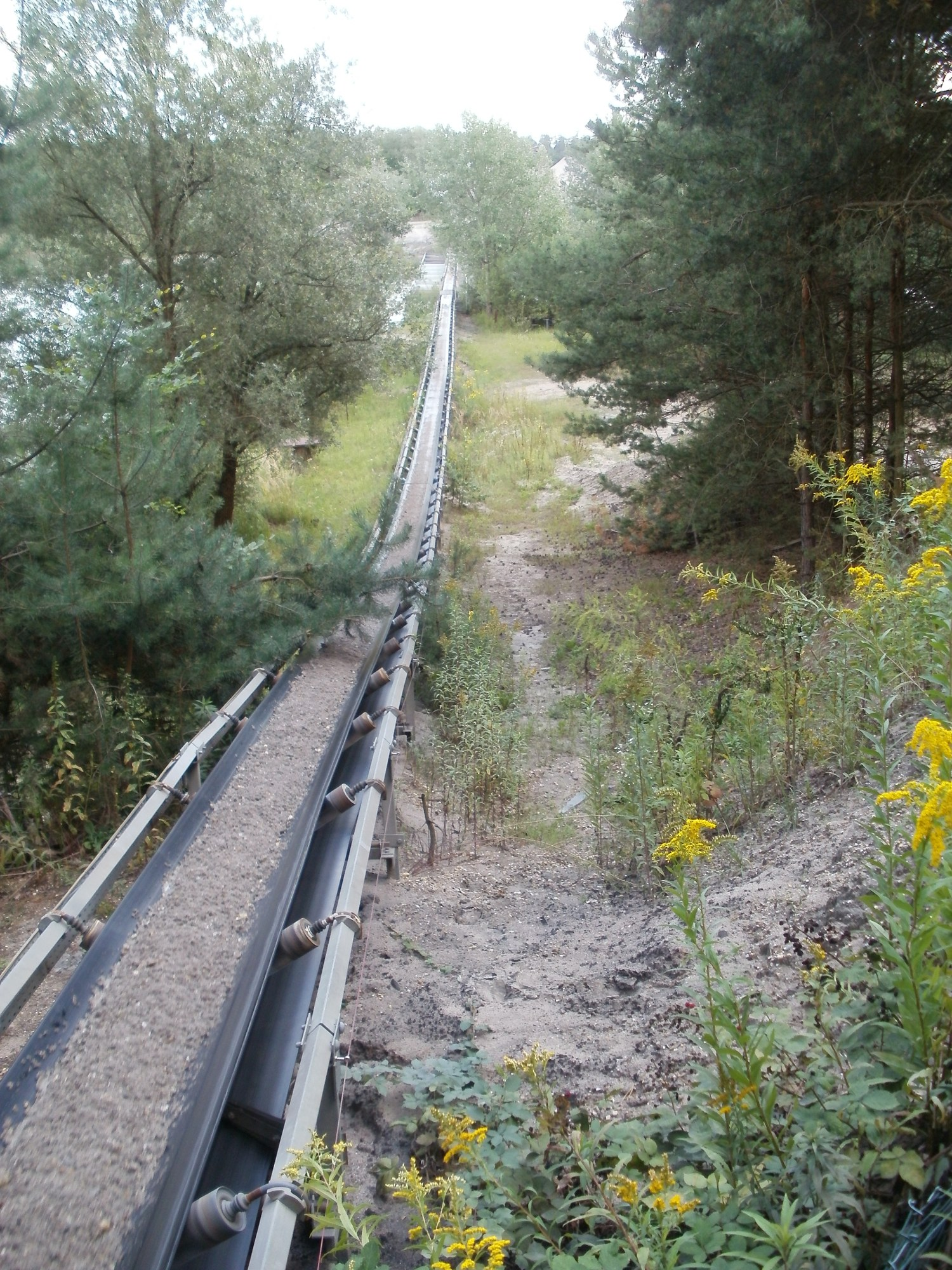
Fördergurt eines Kieswerkes von oben

Der Fördergurt ist das wichtigste Konstruktionselement der Gurtbandförderer. Er besteht aus einem endlosen, auf Tragrollen oder Gleitbahnen umlaufenden Band, das gleichzeitig als Trag- und Zugmittel dient („Stetigförderer mit Zugmitteln“).

## Aufbau und Funktion der Fördergurte

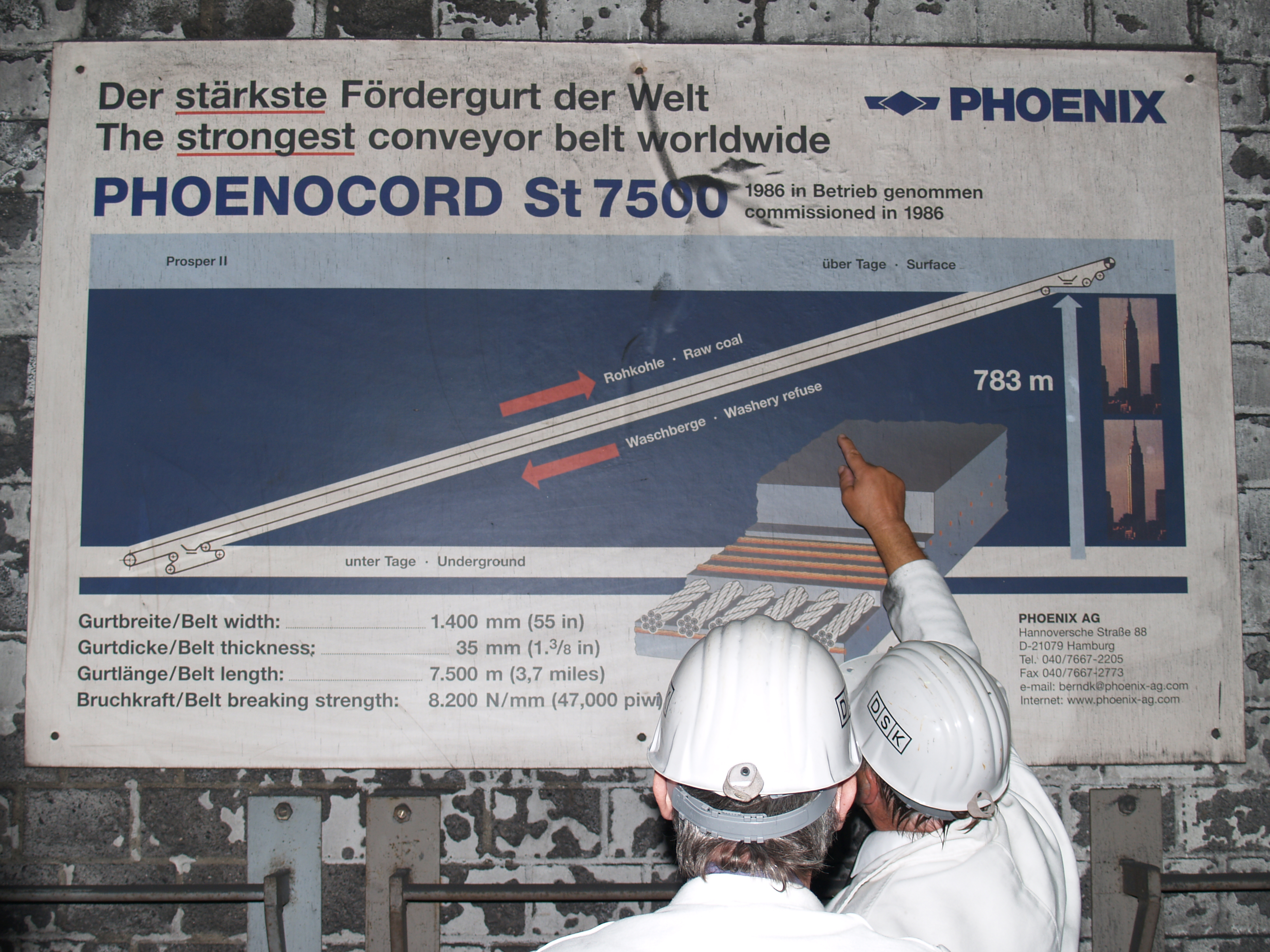
Schemazeichnung für eine Fördergurtanlage für den Transport in beiden Richtungen mit Details des inneren Aufbaus

Jeder Fördergurt hat eine zugkraftübertragende Karkasse aus Textil- oder Stahlseileinlagen. Diese Karkassen sind allseitig von verschleißbeständigen Gummideckplatten und dem Gummikantenschutz umgeben. Allgemein besteht ein Fördergurt aus folgenden Komponenten:
- Einlagen wie Textil- oder Stahlseileinlagen, die Zugkräfte übertragen
- zusätzliche Durchschlagsschutzeinrichtungen (bei Bedarf).

Zu unterscheiden ist zwischen Fördergurt und Transportband. Fördergurte werden für Schüttgut (Kohle, Erze, Sand, Zement usw.) eingesetzt, während Transportbänder für Stückgut (Pakete usw.) benutzt werden. Fördergurte sind im Allgemeinen länger, breiter, dicker und stärker als Transportbänder.

### Untere Deckplatte (Laufseite)
Die Laufseite stellt die untere Deckplatte des Fördergurtes dar. Die Dicke der Laufseite wird etwas schwächer gewählt als die Tragseite. Sie muss jedoch noch einen genügenden Polstereffekt garantieren.

### Obere Deckplatte (Tragseite)
Die Tragseite stellt die obere Deckplatte eines Fördergurtes dar. Sie ist durch die Berührung des Transportgutes besonderem Verschleiß ausgesetzt. Sie muss daher dicker als die Laufseite gewählt werden. Die Dicke der Tragseite wird bestimmt durch:
- die Angriffsschärfe des zu transportierenden Fördergutes
- die kinetische Energie bei der Aufgabe des Fördergutes
- die Häufigkeit der Fördergutaufgabe.

### Gummikantenschutz
Ein Fördergurt besitzt als Bestandteil seiner Gummiummantelung meistens einen Gummikantenschutz. Diese Gummihülle schützt den Zugträger gegen mechanische Abnutzung und chemische Einwirkungen des Fördergutes sowie gegen Feuchtigkeit und bakteriologische Einflüsse.

### Zugträger
Zugträger sind wichtiger Bestandteil eines Fördergurtes. Sie dienen der Übertragung der im Fördergurt entstehenden Zugkräfte und verleihen dem Fördergurt die notwendige Tragfähigkeit und Stoßfestigkeit.
Bei den Zugträgern sind zwei Grundtypen bekannt:
- Stahlseil-Einlagen und
- Textil-Einlagen.

Stahlseil-Einlagen besitzen eine höhere Zugfestigkeit/Bruchkraft als Textil-Einlagen. Es gibt Stahlseil-Fördergurte und Textil-Fördergurte.

## Stahlseil-Fördergurt
Die Übertragung sehr hoher Zugkräfte, die lange Förderwege und große Hubhöhen ermöglichen, zeichnen den Stahlseil-Fördergurt aus. Er besteht aus Stahlseilen, eingebettet in Gummi.

## Textil-Fördergurt
Der Textil-Fördergurt besteht aus zugtragenden Gewebeeinlagen, die von den Gummideckplatten und, optional, dem Gummikantenschutz allseitig umgeben sind. Diese Gummihülle schützt den Zugträger gegen mechanische Abnutzung und chemische Einwirkungen des Fördergutes sowie gegen Feuchtigkeit und bakteriologische Einflüsse. Ein Textil-Fördergurt besteht aus einer oder mehreren Lagen Gewebe. Den Fördergurt gibt es noch in verschiedenen Spezifikationen unter anderem als Gleitgurt, bei dem die Laufseite nicht aus einer Gummischicht besteht, sondern aus einem nicht tragenden Gewebe, der so genannten Gleitschicht.

## Gurtprüfung
Es existieren Einrichtungen, die Fördergurte auf Festigkeit prüfen und zertifizieren. In Deutschland ist dies beispielsweise das Institut für Transport- und Automatisierungstechnik. Gurte werden hier nach DIN 22110-3 geprüft. Hierbei wird eine definierte Anzahl von Lastwechseln auf den Gurt nachgebildet und die Haltbarkeit bewertet. Neben der Prüfung der Fördergurte selbst ist die Prüfung der Tragrollen nach DIN 22112-3 von Bedeutung.